# Hagen–Rubens relation
Inom optik är Hagen–Rubens relation (eller Hagen–Rubens formel) är en relation mellan reflexionskoefficienten och konduktiviteten för högledande material. Relationen anger att för fasta ämnen, där bidraget av den dielektriska konstanten till brytningsindexet är försumbar, kan reflektionskoefficienten skrivas som (i SI-enheter):
{\displaystyle R\approx 1-2{\sqrt {\frac {2\epsilon _{0}\omega }{\sigma }}}}
där {\displaystyle \omega } är observationsfrekvensen, {\displaystyle \sigma } är konduktiviteten, och {\displaystyle \epsilon _{0}} är den elektriska konstanten.
Relationen är uppkallad efter de tyska fysikerna Ernst Bessel Hagen och Heinrich Rubens (1903), som upptäckte den 1903.